# Cerisano
Cerisano ist eine italienische Gemeinde mit 2905 Einwohnern (Stand 31. Dezember 2023) in der Provinz Cosenza, Region Kalabrien.
Das Gebiet der Gemeinde liegt auf einer Höhe von 650 m über dem Meeresspiegel und umfasst eine Fläche von 15,19 km². Die Nachbargemeinden sind Castrolibero, Falconara Albanese, Fiumefreddo Bruzio, Marano Principato und Mendicino. Die Ortsteile sind Codicina, Cozzo del Monte, Manche, Pianetto und Valli. Cerisano liegt 10 km westlich von Cosenza.
Die Gemeinde wurde im 16. Jahrhundert gegründet.
Cerisano ist Geburtsort des Erzbischofs und Diplomaten Saverio Zupi.